# Silmo
Silmo är en sjö i Bollnäs kommun i Hälsingland och ingår i Testeboåns huvudavrinningsområde. Sjön har en area på 0,0493 kvadratkilometer och ligger 324,4 meter över havet.

## Delavrinningsområde
Silmo ingår i det delavrinningsområde (678076-152063) som SMHI kallar för Inloppet i Fansen. Medelhöjden är 335 meter över havet och ytan är 6,63 kvadratkilometer. Räknas de 5 avrinningsområdena uppströms in blir den ackumulerade arean 51,27 kvadratkilometer. Avrinningsområdets utflöde Testeboån (Grannäsån) mynnar i havet. Avrinningsområdet består mestadels av skog (91 procent). Avrinningsområdet har 0,05 kvadratkilometer vattenytor vilket ger det en sjöprocent på 0,8 procent.